# Messerschmitt Me 309Z
Die Messerschmitt Me 309Z oder Me 609 war ein Entwurf eines deutschen Schnellbombers  bzw. Zerstörers gegen Ende des Zweiten Weltkrieges.

## Entwicklung
Analog zur Messerschmitt Bf 109 Z-Reihe sollten bei der Me 609 zwei Rümpfe der Messerschmitt Me 309 zusammengebaut werden. Die Grundintention war eine Vereinfachung einer Neukonstruktion bzw. eine Vereinheitlichung der verschiedenen Baumuster. So hätten bei diesem Projekt zahlreiche Elemente der vorhandenen Me 309 übernommen werden können, lediglich die verbindenden Tragflächen- und Leitwerksteile hätte neu konstruiert werden müssen.
Als Bewaffnung waren diverse Maschinenkanonen sowie bis zu 2000 kg Bomben vorgesehen. Die berechnete Höchstgeschwindigkeit wurde mit 760 km/h angegeben.
Da die errechneten Leistungen nicht die erhofften Resultate ergaben, kam dieses Projekt über die Entwurfsphase nicht hinaus; auch die Entwicklung der Me 309 wurde bereits nach vier Prototypen eingestellt.
Einige Quellen beziehen sich auf die Me 309Z als Me 609, aber dies wird nicht durch Messerschmitt-Firmendokumente bestätigt, die zeigen, dass Me 609 eine Deckbezeichnung für testbereite Beispiele der Messerschmitt Me 262 aus der Spätkriegszeit war. Gesichert ist allerdings die vom Reichsluftfahrtministerium vergebene Entwurfsbezeichnung 8-609, die bei einer Verwirklichung des Projekts zur Typbezeichnung Me 609 geführt hätte.

## Technische Daten
| Kenngröße             | Daten (Me 609 A)                                  | Daten (Me 609 B)                                  |
| --------------------- | ------------------------------------------------- | ------------------------------------------------- |
| Verwendung            | Zerstörer                                         | Schnellbomber                                     |
| Besatzung             | 1                                                 | 1                                                 |
| Spannweite            | 16,00 m                                           | 16,00 m                                           |
| Länge                 | 9,52 m                                            | 9,52 m                                            |
| Höhe                  | 3,24 m                                            | 3,24 m                                            |
| Startmasse            | 8825 kg                                           | 9930 kg                                           |
| Antrieb               | zwei flüssigkeitsgekühlte Zwölfzylinder-V-Motoren | zwei flüssigkeitsgekühlte Zwölfzylinder-V-Motoren |
| Typ, Startleistung    | Daimler-Benz DB 603 G, je 1.740 PS (1.280 kW)     | Daimler-Benz DB 603 G, je 1.740 PS (1.280 kW)     |
| Höchstgeschwindigkeit | 760 km/h in 8500 m Höhe                           | 685 km/h in 8500 m Höhe                           |
| Reichweite            | 2000 km                                           | 2000 km                                           |
| Bewaffnung            | zwei MK 108, zwei MK 103                          | zwei MK 108, 2000 kg Bombenlast                   |